# Dodge Caliber
Dodge Caliber är en personbil, som tillverkades i USA mellan 2006 (årsmodell 2007) och 2012. Den ersatte Chrysler/Dodge/Plymouth Neon. Bilen bygger på en bilplattform som DaimlerChrysler utvecklat tillsammans med Mitsubishi. Andra bilar på samma plattform är Jeep Compass och nästa generation av Mitsubishi Lancer.
Motorn är en serie raka fyrcylindriga varianter mellan 1,8 och 2,4 liter (även med turbo i en 295-hästars variant), som DaimlerChrysler utvecklat tillsammans med Mitsubishi och Hyundai under det gemensamma namnet World Engine. I Europa såldes bilen även med en dieselmotor från Volkswagen.
Dodge Caliber ersattes 2013 av Dodge Dart